# Robert Braunerhielm
Robert Karl Erik Braunerhielm, född 3 april 1952 i Danderyd, är en svensk socionom och journalist. 
Robert Braunerhielm har varit anställd på Dagens Nyheter. Han grundade tillsammans med Pelle Anderson och Monica Lindstedt morgontidningen Metro, som första gången gavs ut den 13 februari 1995.

## Utmärkelser
- 2006  H.M. Konungens medalj av 8:e storleken[1]